# Даскіл (син Періадоса)
Даскі́л (дав.-гр. Δάσκυλος) — персонаж давньогрецької міфології, син Періадоса.
Його вважають засновником карійського міста Даскілеон на кордоні з Ефесом.